# Tiago da Silva
Tiago da Silva (São Paulo, 28 de setembro de 1995) é um futebolista paralímpico brasileiro. 
Atualmente atua na seleção brasileira de futebol de 5, exclusiva a deficientes visuais, na qual representou seu país nos Jogos Olímpicos de Verão de 2016 no Rio de Janeiro.